# Berlinchen bei Zinnitz
Berlinchen war eine Wüstung bei Zinnitz nordwestlich von Calau, die zwischen Spätmittelalter und Dreißigjährigem Krieg eingegangen ist. Reste der Wüstung wurden im Zuge des Braunkohletagebaus und der Rekultivierung im 20. Jahrhundert zerstört.

## Lage
Das Dorf lag im Südostteil der heutigen Gemarkung Zinnitz, ungefähr 600 bis 700 Meter von der Kirche entfernt, zwischen der Schrake und dem Weg, der zur ebenfalls devastierten Buschmühle führte. Das kleine Dorf war in Nord-Süd-Richtung parallel zur Schrake angelegt.

## Geschichte
Die Ersterwähnung war in den Jahren 1463 und 1466 als Berlinichen. Der Name leitet sich wohl von der slawischen Bezeichnung für Sumpf biŕl oder beŕl ab. Eichler schließt eine Verkleinerung des Namens der Stadt Berlin aus. Zwischen 1463 und 1466 sowie 1469 wurden die von Buxdorf zu Zinnitz und Schlabendorf mit Berlinchen und weiteren Orten belehnt. Gleiches geschah 1527. Die Besitzer von Zinnitz wurden im Jahr 1576 mit dem halben Dorf Berlinichen beziehungsweise Perlinichen und 1577 mit dem ganzen Dorf Perlinichen belehnt. Im Jahr 1650 wurde das Lehen und Rittergut Zinnitz und Bellinchen genannt. 
Es wird davon ausgegangen, dass der Ort in der spätmittelalterlichen Wüstungsphase spätestens infolge des Dreißigjährigen Kriegs eingegangen ist. Noch 1684 wird Georg August von Görner als Grundherr von Zinnitz und Berlin(i)chen in seinem Adelsbrief genannt. Ein Besichtigungsprotokoll der Grenze zwischen Zinnitz und Groß Jehser aus dem Jahr 1689 bezeichnet den Ort schon als wüstes Dorf. In der Zürnerschen Erhebung aus dem Jahr 1723 wird erwähnt, dass das von Zinnitz beurbarte Dorf Berlinchen in denen alten Krieg verwüstet worden ist. Auf einer Karte aus dem Jahr 1753 von Christoph Ludwig Grundt wird der Fluss Schrake als Grenze zwischen Zinnitz und der wüsten Mark bezeichnet. In der Chronike der Creyß-Stadt Calau im Marggrafthum Nieder-Lausitz aus dem Jahr 1758 wird Berlinchen mit Zinnitz als selbständiges Rittergut geführt, obwohl der Ort damals bereits nicht mehr vorhanden war.

## Archäologische Sichtungen
Bei einer Flurbegehung der wüsten Mark im Mai 1960 wurden zahlreiche Scherben gefunden. Dabei handelt es sich fast ausschließlich um blaugraue mittelalterliche Scherben. Die Scherben wurden in großen Mengen an der Bodenoberfläche gefunden, darunter zwölf Bruchstücke von Bandhenkeln.
Im Juni und Juli 1998 wurden zwischen den ehemaligen Braunkohletagebauen Seese-West und Schlabendorf-Süd eine vier Kilometer lange Rohrleitung verlegt, diese Arbeiten wurden archäologisch betreut. Bodendenkmale wurden dabei nicht entdeckt, jedoch wurden Überreste der Besiedlungsphase der Wüstung Berlinchen entdeckt. Ein Großteil der Wüstung wurde jedoch bereits bei Erschließungsarbeiten des Tagebaus Schlabendorf-Süd ohne archäologische Betreuung zerstört. Bei der archäologischen Sicherung 1998 wurden unter anderem ein Kastenbrunnen und ein locker gesetztes Steinpflaster entdeckt.